# Јелена Димитријевић
Јелена Димитријевић српска је новинарка и телевизијска водитељка.

## Каријера
Јелена Димитријевић је своју каријеру започела као водитељка емисије Снага октана, са колегом Иваном Иванов, на каналу Хепи ТВ. Убрзо након тога, водила је јутарњи програм Добро јутро Србијо. Водила је ријалити-шоу Парови. Године 2019. постаје водитељка емисије Гламур. Исте године, почиње да води емисију Прело у нашем сокаку.